# Neophilologus
Neophilologus (Neophilologus – An International Journal of Modern and Medieval Language and Literature) ist eine internationale sprach- und literaturwissenschaftliche Fachzeitschrift der Anglistik, Französistik, Germanistik und Hispanistik. Thematische Schwerpunkte sind die Literaturtheorie, Komparatistik, Philologie und Textkritik epochenübergreifend vom Mittelalter bis zur Gegenwart. Die Publikationssprachen sind Englisch, Französisch, Deutsch und Spanisch. Aktueller Herausgeber ist Rolf H. Bremmer Jr., die Zeitschrift erscheint im Peer-Review Verfahren im Springer Verlag.